# Бурти (Звенигородський район)
Бурти́ — село в Україні, у Шполянській міській громаді Звенигородського району Черкаської області. Населення — 623 особи. До 2020 року — адміністративний центр Буртівської сільської ради.

## Географія
Село Бурти розташоване за 21 км від міста Шпола та за 11 км від найближчої залізничної станції Цвіткове. В селі бере початок річка Ніку́да.

## Історія
Село засноване на початку XVIII століття.
Дорога до Буртів прокладена лише від Надточаївки, яка є не найкращої якості. Буртами раніше називали великі насипи. Таких у селі налічувалось два — звідси й походить назва Бурти. У 1862 році в одному із насипів місцевий селянин викопав 25 гарматних ядер, що свідчить про те, що у стародавні часи насипи служили фортечними валами.
У XIX столітті Бурти були містечком, що належало родині Орлових. У 1829 році генерал-майор Олексій Орлов збудував тут кам'яну церкву із дзвіницею. Дзвіницю зруйнували в радянські часи, а типова класична хрестоподібна в плані будівля церкви збереглася. Богослужіння тут не проводяться, бо триває ремонт. Церква стоїть облуплена й світить голою цеглою. Частина будівлі схована під риштування.
Під час Другої світової війни 213 мешканців села воювали на фронтах, 151 з них нагороджений бойовими орденами й медалями. Під час відвоювання села у німецьких військ загинуло 85 воїнів Червоної армії, яких поховано в братській могилі.
Станом на 1971 рік у селі працювала восмирічна школа, клуб на 200 місць, бібліотека, фельдшерсько-акушерський пункт, пологовий будинок.
У селі містилась центральна садиба колгоспу «Україна», що спеціалізувався на вирощуванні зернових культур і буряків, було розвинене тваринництво.
Станом на 2010 рік у селі проживає 560 осіб, пологовий будинок був зруйнований. Колгосп став ТОВ «Україна». Нинішній голова села — Волошин Олег Іванович, який вже вдруге займає посаду голови сільської ради.
19 лютого 2020 року, в ході децентралізації, Буртівська сільська рада об'єднана з Шполянською міською громадою Шполянського району.
19 липня 2020 року, в результаті адміністративно-територіальної реформи та ліквідації Шполянського району, село увійшло до складу новоутвореного Звенигородського району.

## Населення
Згідно з переписом УРСР 1989 року, чисельність наявного населення села становила 926 осіб, з яких 400 чоловіків та 526 жінок.
За переписом населення України 2001 року, в селі мешкало 895 осіб.

### Мова
Розподіл населення за рідною мовою за даними перепису 2001 року:
| Мова       | Кількість | Відсоток |
| ---------- | --------- | -------- |
| українська | 890       | 98.34%   |
| російська  | 15        | 1.66%    |
| Усього     | 905       | 100%     |

## Відомі особи
За часів Тараса Шевченка Бурти було містечком Черкаського повіту Київської губернії. За спогадами Ф. Лебединцева, Тарас Шевченко ще в дитинстві їздив на базар у це містечко, коли був наймитом у священника села Кирилівки Г. Кошиця. Кілька разів Бурти згадано в повісті «Наймичка».
Уродженці села:
- народний артист СРСР В. С. Василько (Василько-Миляєв);
- громадський та політичний діяч, публіцист і педагог Григоріїв Никифор Якович.